# Vörös hajnal (film, 2012)
A Vörös hajnal (eredeti cím: Red Dawn) 2012-ben bemutatott amerikai akciófilm, melyet Dan Bradley rendezett, valamint Carl Ellsworth és Jeremy Passmorea írt az 1984-es azonos című film alapján. A főszereplők Chris Hemsworth, Josh Peck, Josh Hutcherson, Adrianne Palicki, Isabel Lucas és Jeffrey Dean Morgan.
2008 májusában a Metro-Goldwyn-Mayer bejelentette a Vörös hajnal remakejének szándékát, majd felvette Bradley-t és Ellsworthot. A film forgatása 2009 szeptemberében kezdődött. A filmet eredetileg 2010. november 24-én tervezték bemutatni, de az MGM pénzügyi gondjai miatt csúsztatták. Az utómunkálatok során a betolakodó hadsereget és antagonistákat kínairól észak-koreaira cserélték annak érdekében, hogy fenntartsák a kínai pénztárakhoz való hozzáférést, bár a filmet még mindig nem adták ki Kínában.
Az MGM csődje miatt a forgalmazási jogokat 2011 szeptemberében adták el a FilmDistrict-nek, és 2012. november 21-én  mutatták be az Amerikai Egyesült Államokban.
A film többnyire negatív kritikákat kapott. Bevételi szempontból is megbukott, a 65 milliós költségvetésével szemben mindössze 50,9 millió dollár bevételt ért el.

## Cselekmény
A film középpontjában egy fiatal csapat áll, akik megvédik szülővárosukat egy észak-koreai inváziótól.
Amikor Észak-Korea betör az Amerikai Egyesült Államokba, kisvárosból származó fiatal férfiak és nők egy csoportja felfegyverkezik és a pusztába menekül.
Amikor néhány héttel később visszatérnek a városba, az „elfoglalt Amerika” ellenséges vonalai mögött találják magukat. Családtagjaik többségét megölték. Ellenállási mozgalmat indítanak, majd a magukat Farkasnak elnevezett csapat útnak ered. De minden alkalommal, amikor megtámadják a betolakodókat, az észak-koreai katonák megtorlásként civileket végeznek ki.
A Farkasok az Egyesült Államok Légierejének F-15-ös pilótája segítségével támadásokat szerveznek az észak-koreaiakra, akik kezdik őket komoly fenyegetésnek tekinteni.

## Szereplők
| Szerep                        | Színész             | Magyar hang       |
| ----------------------------- | ------------------- | ----------------- |
| Jed Eckert                    | Chris Hemsworth     | Kisfalusi Lehel   |
| Matt Eckert                   | Josh Peck           | Berzsenyi Benedek |
| Robert Kitner                 | Josh Hutcherson     | Czető Ádám        |
| Toni Walsh                    | Adrianne Palicki    | Csúz Lívia        |
| Erica Martin                  | Isabel Lucas        | Gulás Fanni       |
| Daryl Jenkins                 | Connor Cruise       | Baráth István     |
| Danny Jackson                 | Edwin Hodge         | Szalay Csongor    |
| Tom Eckert rendőrőrmester     | Brett Cullen        | Rosta Sándor      |
| Julie Goodyear                | Alyssa Diaz         | Hermann Lilla     |
| Greg Goodyear                 | Julian Alcaraz      | ?                 |
| Cho százados                  | Will Yun Lee        | Fekete Zoltán     |
| Andrew „Andy” Tanner őrmester | Jeffrey Dean Morgan | Faragó András     |
| Hodges őrmester               | Matt Gerald         | Jakab Csaba       |
| KGB őrnagy                    | George Fisher       | ?                 |

## Zeneszámok listája
Az összes zenét Ramin Djawadi szerezte.
| 1.    | Red Dawn                                    | 2:48 |
| 2.    | Wolverines                                  | 2:07 |
| 3.    | Invasion                                    | 4:14 |
| 4.    | Execution                                   | 2:58 |
| 5.    | I'm Gonna Fight                             | 3:07 |
| 6.    | We Need Better Weapons                      | 2:16 |
| 7.    | What Do You Miss                            | 0:58 |
| 8.    | Victory                                     | 1:00 |
| 9.    | Brothers                                    | 1:25 |
| 10.   | Counter Insurgency                          | 3:59 |
| 11.   | A Terrible Haircut                          | 1:36 |
| 12.   | Even A Small Flea Can Drive A Big Dog Crazy | 2:29 |
| 13.   | Erica                                       | 1:36 |
| 14.   | Surveying The Damage                        | 1:08 |
| 15.   | Preparing The Cabin                         | 1:46 |
| 16.   | Follow The Wires                            | 8:23 |
| 17.   | Daryl's Sacrifice                           | 2:07 |
| 18.   | A Marine And His Rifle                      | 2:46 |
| 19.   | Jed's Death                                 | 2:06 |
| 20.   | Finale                                      | 2:29 |
| 51:18 |                                             |      |